# Brit Awards 2010
Brit Awards 2010 – 30. gala Brit Awards, która odbyła się 16 lutego 2010 roku w Earl’s Court w Londynie. Uroczystość poprowadził Peter Key. Nagrody wręczyli między innymi: Andy Serkis, Melanie Brown, Geri Halliwell, Shirley Bassey, Mika, Alan Carr, Tom Ford, Samantha Fox.

## Nominacje

### Najlepszy brytyjski artysta
- Calvin Harris
- Dizzee Rascal
- Mika
- Paolo Nutini
- Robbie Williams

### Najlepsza brytyjska artystka
- Bat for Lashes
- Florence and the Machine
- Leona Lewis
- Lily Allen
- Pixie Lott

### Największy przełom w muzyce brytyjskiej
- Florence and the Machine
- Friendly Fires
- JLS
- La Roux
- Pixie Lott

### Najlepsza brytyjska grupa
- Doves
- Friendly Fires
- JLS
- Kasabian
- Muse

### Najlepszy brytyjski album
- Dizzee Rascal – Tongue ’N’ Cheek
- Florence and the Machine – Lungs
- Kasabian – West Ryder Pauper Lunatic Asylum
- Lily Allen – It’s Not Me, It’s You
- Paolo Nutini – Sunny Side Up

### Najlepszy brytyjski singel
- Alesha Dixon – „Breathe Slow”
- Alexandra Burke feat. Flo Rida – „Bad Boys”
- Cheryl Cole – „Fight For This Love”
- Joe McElderry – „The Climb”
- JLS – „Beat Again”
- La Roux – „In For The Kill”
- Lily Allen – „The Fear”
- Pixie Lott – „Mama Do”
- Taio Cruz – „Break Your Heart”
- Tinchy Stryder feat. N-Dubz – „Number 1"

### Najlepszy album ostatnich 30 lat
- Coldplay – A Rush of Blood to the Head
- Dido – No Angel
- Dire Straits – Brothers in Arms
- Duffy – Rockferry
- Keane – Hopes and Fears
- Oasis – (What’s the Story) Morning Glory?
- Phil Collins – No Jacket Required
- Sade – Diamond Life
- The Verve – Urban Hymns
- Travis – The Man Who

### Wybór krytyków
- Ellie Goulding
- Delphic
- Marina and the Diamonds

### Najlepszy międzynarodowy artysta
- Bruce Springsteen
- Eminem
- Jay-Z
- Michael Bublé
- Seasick Steve

### Najlepsza międzynarodowa artystka
- Lady Gaga
- Ladyhawke
- Norah Jones
- Rihanna
- Shakira

### Największy przełom na scenie międzynarodowej
- Animal Collective
- Daniel Merriweather
- Empire of the Sun
- Lady Gaga
- Taylor Swift

### Najlepszy międzynarodowy album
- Animal Collective – Merriweather Post Pavilion
- The Black Eyed Peas – The E.N.D
- Empire of the Sun – Walking on a Dream
- Jay-Z – The Blueprint 3
- Lady Gaga – The Fame

### Najbardziej pamiętny występ podczas 30 lat BRITs
- The Who „Who Are You” (1978)
- Bros „I Owe You Nothing” (1989)
- Pet Shop Boys „Go West” (1994)
- Take That The Beatles Medley (1994)
- Michael Jackson „Earth Song” (1996)
- Spice Girls „Wannabe” / „Who Do You Think You Are” (1997)
- Bee Gees „Stayin’ Alive” / „How Deep Is Your Love” (1997)
- Robbie Williams i Tom Jones The Full Monty Medley (1998)
- Eurythmics i Stevie Wonder „There Must Be an Angel (Playing with My Heart)” (1999)
- Kylie Minogue „Can’t Get You Out of My Head” (2002)
- Coldplay „Clocks” (2003)
- Scissor Sisters „Take Your Mama” (2005)
- Kanye West „Gold Digger” (2006)
- Paul McCartney & Wings „Live and Let Die” (2008)
- Girls Aloud „The Promise” (2009)

## Wystąpili
- Cheryl Cole
- Dizzee Rascal
- Florence and the Machine
- Jay-Z
- JLS
- Kasabian
- Lady Gaga
- Lily Allen
- Robbie Williams